# 27件禮服的秘密
《27件禮服的秘密》（英語：27 Dresses）是一部在2008年拍攝的一部喜劇片，編劇為愛蘭‧布羅許‧麥基納、導演為安妮‧弗萊徹。凱薩琳‧海格、詹姆斯·馬斯登所主演。

## 劇情
珍‧尼克（Jane Nichols，凱薩琳‧海格飾）曾擔任過27場婚禮的伴娘。有一晚，有兩場婚禮她都得到場，結識了和她一同搭計程車回家的凱文‧多爾（Kevin Doyle，詹姆斯·馬斯登飾），凱文也發表了他對婚姻那充滿冷嘲熱諷的的見解。之後凱文在兩人一同乘坐的計程車上發現撿到珍的記事本。而珍的妹妹泰絲（Tess，瑪琳·艾珂曼飾）在此同時和珍的上司喬治（George，愛德華·賓斯飾）一見鍾情。泰絲為了讓喬治更喜歡她，便在喬治面前假裝自己和他有許多同樣的嗜好。珍雖然愛著喬治，但她並沒有說出真相，而喬治也很快地向泰絲求婚。這對情侶很快地宣布他們三週後要結婚的喜訊，也請了珍來籌劃這場婚禮。
泰絲跟喬治的婚禮會被刊登在社交版，而這一版的婚禮通告專欄就是凱文以麥考倫‧多爾為筆名所編輯、撰寫的。在將珍的記事本還給她之前，凱文看過裡面的內容，並決定要寫一篇關於珍的報導，將標題命名為「萬年伴娘」，希望這次的報導能夠讓自己獲得升遷、以寫些更有意義的報導。
珍並沒發現凱文的意圖。凱文去珍的家要找採訪珍關於泰絲和喬治的婚禮來做為專欄的題材時，發現珍有27件伴娘衣在她的衣櫃裡，凱文慫恿她一一的穿上它們給他看，並幫她拍照，事後將這些照片以及他完成的「萬年伴娘」文稿都傳給他的上司。珍與凱文兩人因為泰絲的婚禮而更認識彼此，凱文也發現珍並不是他原本所想像的那樣，所以他向上司要求暫緩刊登他的新文稿，他想做些「修改」。
凱文發現珍原來是愛著要和他妹妹結婚的喬治，他指責珍。之後珍同意和凱文一同去喝酒解悶，兩人相擁吻，還在車上發生關係。凱文的上司則不理會凱文的要求，未先通知凱文便將他的「萬年新娘」刊登在「誓約」專欄的首頁上。隔天早上，珍發現此事後，感覺凱文背叛、利用了她；泰絲一看到珍則是責備她、怪她提供凱文一些題材，將她描述成一個想婚的瘋婆娘。而這場爭吵因為珍發現泰絲擅自將他們倆的媽媽的結婚禮服做了大幅的修改後而越演越烈，珍再也受不了泰絲對她的予取予求以及欺騙喬治的感情。
儘管兩人大吵了一架，泰絲仍舊請珍幫她在她跟喬治的訂婚派對製做幻燈片來播放。於是珍決定要讓喬治知道真正的泰絲是個什麼樣的人，泰絲說她很少跟異性接觸、說她是一位素食主義者、喜歡動物等等的一切事物都是騙人的。加上喬治平常在照顧的一個西班牙小夥子──佩卓說出他很感謝泰絲雇用他到喬治家幫她負責整理家裡的工作，喬治取消了婚約。
後來，在上班期間，喬治告訴珍他非常感謝珍一直以來對於他的要求從不拒絕，這使得珍想起凱文曾經批評過她這一點，珍立即向喬治辭職，並坦承自己一直以來會一直在這工作其實是因為自己愛著他，珍也發現在和喬治接吻過後，她已經不愛喬治了，她現在滿腦子都是凱文，並決定立刻就要去見凱文一面。她在凱文為蒐集題材而去的婚禮那找到他，並在眾人面前宣布她已經愛上他。
一年後，珍與凱文要結婚了。在這場婚宴上，泰絲與喬治再次相遇，兩人相見甚歡，看似兩人之間的感情有了希望。所有珍曾幫過她們舉辦婚禮的那27位新娘加上泰絲和珍最好的朋友凱西（Casey，茱蒂‧格里爾飾）都是婚禮上的伴娘，且這27位伴娘都穿上之前珍當伴娘時所穿的禮服。

## 演員
- 凱薩琳‧海格飾演珍‧尼克
  - 珮頓‧洛伊‧利斯特飾演年輕的珍‧尼克
- 詹姆斯·馬斯登飾演麥考倫‧凱文‧多爾
- 瑪琳·艾珂曼飾演泰絲‧尼克
  - 查莉‧芭爾賽娜（Charli Barcena）飾演年輕的泰絲‧尼克
- 愛德華·賓斯飾演喬治
- 茱蒂‧格里爾（英语：Judy Greer）飾演凱西
- 瑪露娜‧哈汀（英语：Melora Hardin）飾演莫琳（Maureen）
- 邁克爾‧齊格飛（英语：Michael Ziegfeld）飾演克里歐（Khaleel）
- 布萊恩‧克溫（英语：Brian Kerwin）飾演哈爾‧尼科爾斯（Hal Nichols）
- 馬里克‧潘考利（英语：Maulik Pancholy）飾演特倫特（Trent）
- 大衛‧卡斯特羅飾演佩卓（Pedro）
- 克萊斯汀·瑞特飾演吉娜

## 製作
電影主要攝影始於2007年5月10日。主要是在羅德島州進行拍攝。拍攝地點包括玫瑰崖、大理石屋、東格林威治查爾斯頓（Charlestown）的海灘以及普維敦斯。也在紐約進行兩個禮拜的拍攝。

## 上映
影片於2008年1月10日於澳洲先行上映，美國則在同年1月18日首映。

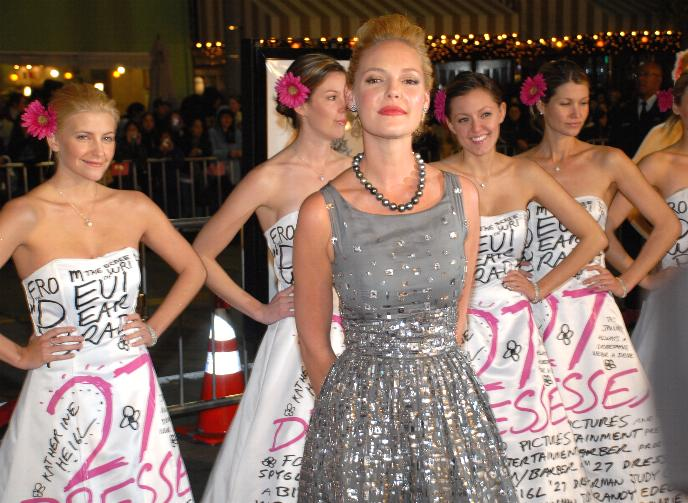
凱瑟琳·海格於西木村首映會

## 票房
在北美上映的首周周末票房就達到2300萬美元，僅次於科洛弗檔案。2009年4月18日北美的票房達到$76,808,654美元，北美以外也達到$83,450,665美元，全球總計為$160,259,319美元。
根據票房大師網（BoxOfficeGuru.com）「27件禮服的秘密票房中，$3000萬美元絕大多數為女性觀眾。電影製片廠研究發現75%為女性觀眾，而男女普遍觀賞年齡為25歲以下。」

## 評價
《27件禮服的秘密》獲得許多評價。在爛番茄獲得41%正面影評，154則評論「導演太過遵循了浪漫喜劇的傳統公式，使得27件禮服的秘密過於平凡、看過就忘。」Metacritic也基於31項評論，在100分中評分為47分。

## 家庭媒體
藍光光碟跟光碟片2008年4月29日在美國發行，英國則在同年7月29日發行。

## 電影配樂
此電影配樂是由藍迪‧埃德爾曼從眾多音樂家的作品來進行配樂。這些歌曲僅作為埃德爾曼的配樂，並不收錄於原聲帶光碟中
•”Don’t stop till you get enough”-麥可·傑克森
| - "Born to Fight" – 特蕾西·查普曼 - "Peace Train" – 凱特·史蒂文斯 - "I Don't Want to Be" – 蓋文．迪克羅 - "Over and Over" – 提姆·麥克羅 - "Anticipation" – 卡莉·西門 - "Change of Heart" – 辛蒂·羅波 - "Cherry-Coloured Funk" – 极地双子星 - "Who knows" – 娜塔莎·貝汀菲兒 - "Unfair" – 喬許·凱利 - 《难以抗拒》 – 夏奇拉 - "Lady West" – Jamie Scott and The Town | - "The Sky Is Crying" – 艾尔伯特·金 - "Freckle Song" – Chuck Prophet - "Anna" – Bad Company - "Bennie and the Jets" –艾爾頓·約翰 - "Under The Influence" – 詹姆斯·莫里森 - "Happy Together" – The Turtles - "Big Bounce" – Dick Lemaine - "So Here We Are" – Bloc Party - "Love Has Fallen On Me" – 夏卡·康 - "Be Here Now" – Ray LaMontagne - "Like a Star" – 肯妮·貝兒 |

## 外部連結
- 官方网站
- 互联网电影数据库（IMDb）上《27件禮服的秘密》的资料（英文）
- 爛番茄上《27件禮服的秘密》的資料（英文）
- Metacritic上《27件禮服的秘密》的資料（英文）
- Box Office Mojo上《27件禮服的秘密》的資料（英文）
- AllMovie上《27件禮服的秘密》的资料（英文）
- 開眼電影網上《27件禮服的秘密》的資料（繁體中文）
- Yahoo奇摩電影上《27件禮服的秘密》的資料（繁體中文）
- 豆瓣电影上《27件禮服的秘密》的資料 （简体中文）
- 时光网上《27件禮服的秘密》的資料（简体中文）